# Grallaria eludens
Grallaria eludens là một loài chim trong họ Grallariidae.